# لوتو
 لوطو سبورت إيطاليا  (بالإنجليزية: Lotto Sport Italia)‏ هي شركة رياضية إيطالية متخصصة بالملابس الرياضية، تأسست عام 1973 و منتجاتها توزع الآن على أكثر من 60 دولة .